# Calinic Argatu
Calinic Argatu (din botez Constantin Argatu; n. 6 iunie 1944, Crăcăoani, Neamț, România), este un cleric ortodox și scriitor român, în prezent arhiepiscop al Arhiepiscopiei Argeșului și Muscelului. În legislatura 1990-1992 a fost deputat de Argeș din partea FSN. În cadrul activității sale parlamentare, Calinic Argatu a fost membru în grupurile parlamentare de prietenie cu Republica Populară Chineză, Republica Polonia, Statul Israel, Republica Argentina, Republica Coreea și Canada. 

#### Data nașterii
S-a născut pe 4 iunie 1944, la Cracăul Negru, în județul Neamț, dar părinții săi, Elena și Haralambie, nu i-au putut înregistra certificatul în ziua în care se născuse, ci două zile mai târziu, pe 6 iunie.

## Cariera ecleziastică
În anul 1964 a absolvit cursurile Seminarului Teologic de la Mănăstirea Neamț. Episcopul Teofil Herineanu l-a hirotonit preot în anul 1964 pe seama parohiei Tioltiur, deși avea doar 20 de ani și nu absolvise studii superioare. În anul 1966 episcopul Herineanu l-a mutat pe Calinic Argatu în parohia Inău.
Finalizează cursurile universitare în anul 1968, la Institutului Teologic Universitar din Sibiu. La data de 31 decembrie 1972 este tuns în monahism. Între 1 august 1977 și 1 martie 1981 este stareț al Mănăstirii Sinaia. De la 1 martie 1981 este stareț la Mănăstirea Cernica. În toamna anului 1985 este ales arhiereu vicar al Episcopiei Râmnicului și Argeșului, mutându-se la Mănăstirea Curtea de Argeș. În 1990 a fost ales episcop al nou înființatei Episcopii a Argeșului și Muscelului. În septembrie 2009, odată cu ridicarea Episcopiei Argeșului și Muscelului la rang de arhiepiscopie, a devenit arhiepiscop.

## Activitatea literară
A publicat peste 70 de volume și, din anul 2006, este membru al Uniunii Scriitorilor din România. În 2012 a primit Premiul pentru proză memorialistică al revistei „Argeș” și, din 2013 este senior editor al revistei. În 2021 a primit Premiul de Excelență al revistei „Regal Literar”, „pentru creațiile literare și pentru cercetările academice publicate, acestea făcând parte din tezaurul culturii române și al Bisericii Ortodoxe, cât și pentru promovarea valorilor autentice creștine, culturale și morale”. 
A fondat publicațiile bisericești „Argeșul Ortodox”, „Lumină Lină” și „Pastorul Ortodox”.

### Cărți publicate (selectiv)
1988
- Istoria sfintelor mănăstiri Cernica și Căldărușani, lucrare diortosită și transliterată, București, 1988

1989
- Bucuria lecturii (1989, Editura Dacia, ed. a 2-a)

1999
- Cruci de piatră (1999, Pitești, în colaborare cu Dl. Grigore Constantinescu)

2001
- Pace și bucurie cu Brâncuși (2001, Editura Dacia, ediții în limbile română, engleză și franceză)
- Întrebări profane, lămuriri duhovnicești (2001, Pitești)

2002
- Frumusețea lumii văzute (2002, Editura Dacia)

2003
- Brâncuși și Psalmul creației (2003, Editura Anastasia, ediții în limbile română, italiană, franceză și engleză)

2004
- Sfântul Voievod Stefan Cel Mare intre Cer și Genune (2004, Cluj, Editura Eikon)
- Sfântul Voievod Ștefan cel Mare în Cetatea Basarabilor, 500 de ani de la trecerea în eternitate (coautor, 2004, Editura Dacpress)
- Albinele fac politică (2004, Editura DacPress)

2005
- Patriarhul biblic (2005, Editura Episcopiei Argeșului și Muscelului, ediții în limbile română, italiană și engleză)
- Traista cu stele (2005, Editura Episcopiei Argeșului și Muscelului)
- Gurie Grosu - Jurnalul unui Mitropolit (2005, Editura Dacpress)

2006
- Veșnicia de zi cu zi (2006, Editura Curtea Veche)
- Biserica Neamului în pumnii tiranului (2006, Editura Dacpress)
- Să ne salvăm de la un nou holocaust asupra libertăților românilor! (2006, Editura DacPress)

2007
- Fereastra lui Iorga (2007, Editura Episcopiei Argeșului și Muscelului)
- Mersul printre stele (2007, Editura Episcopiei Argeșului și Muscelului)

2008
- Sfântul Voievod Neagoe Basarab Domnul Țării Românești (coautor, 2008, Editura Episcopiei Argeșului și Muscelului)

2009
- Iubirea nemuritoare a lui Dumnezeu (2009, Editura Episcopiei Argeșului și Muscelului)
- Legenda Meșterului Manole (coordonator, 2009, Editura Episcopiei Argeșului și Muscelului)

2010
- Toată vremea-și are vreme (2010, Vol. I (două ediții), Editura Arhiepiscopiei Argeșului și Muscelului)
- Toată vremea-și are vreme (2010, Vol. II, Editura Arhiepiscopiei Argeșului și Muscelului)
- Istoria Arhiepiscopiei Argeșului și Muscelului (2010, Editura Arhiepiscopiei Argeșului și Muscelului)

2012
- Toată vremea-și are vreme (2011, Vol. III, Editura Arhiepiscopiei Argeșului și Muscelului)
- Istoria Arhiepiscopiei Argeșului și Muscelului, (2012, Editura Arhiepiscopiei Argeșului și Muscelului, ediția a II-a revăzută și adăugită)

2015
- Adevăratul Cioran, Editura Eikon

2017
- Sfântul Neagoe Vodă Basarab, Editura Arhiepiscopiei Argeșului și Muscelului
- Sintagme și Cugetări, Mănăstirea Aninoasa

2018
- Vrei sa fii sănătos?, Editura Arhiepiscopiei Argeșului și Muscelului
- Vindecă, părinte!, Editura Arhiepiscopiei Argeșului și Muscelului

2021
- Frate Calinic...  - Ioan Alexandru către Calinic Argeșeanul. Viața din cărți, scrisori și dosare secrete - (ediție îngrijită de Adrian Alui Gheorghe), Editura Școala Ardeleană

2022
- Aniversarea a 500 de ani de la redactarea Scrisorii lui Neacșu la Câmpulung Muscel, capitala scrisului românesc, Editura Arhiepiscopiei Argeșului și Muscelului

## Distincții și premii
- Ordinul național Pentru Merit în grad de Mare Ofițer „pentru slujirea cu cinste, evlavie și dragoste de oameni a cuvântului lui Dumnezeu” (2000);[4]
- Distincția oficială a Statului Vatican pentru jubileul extraordinar al milei 2015-2016 (Official Medal for the extraordinary jubilee of mercy 2015-2016), acordată de către Excelența Sa Arhiepiscopul Miguel Maury Buendia – Nunțiul Apostolic în România (2017).
- Ordinul Coroana României în grad de Ofițer, conferit de Majestatea Sa, Regele Mihai I al României (2013);
- Distincția Eparhială a Eparhiei Buzăului și Vrancei, oferită de către Înaltpreasfințitul Părinte Epifanie, Arhiepiscopul Buzăului și Vrancei (4 iulie 2007);
- Ordinul Sfinții Martiri Brâncoveni al Patriarhiei Ortodoxe Române, oferit de către Preafericitul Părinte Daniel, Patriarhul Bisericii Ortodoxe Române (16 august 2014)
- Premiul pentru proză memorialistică al revistei „Argeș” (2012);
- Premiul de Excelență al revistei „Regal Literar” (2021).

Cetățean de onoare
- al municipiului Curtea de Argeș,
- al comunei Țițești,
- al comunei Corbeni,
- al comunei Bradu,
- al orașului Mizil,
- al municipiului Slobozia,
- al comunei Ștefan cel Mare,
- al comunei Mușătești.

Doctor Honoris Causa al
- al Universității din Pitești
- al Universității Lucian Blaga din Sibiu

## Colaborarea cu Securitatea
În anul 2007 Calinic Argatu a fost deconspirat ca fost colaborator al Securității, cunoscut cu numele de cod "Zamfir", primind verdict de poliție politică din partea CNSAS. Prin decizia Curții de Apel București, pronunțată în anul 2008, s-a stabilit că verdictul CNSAS este eronat, activitatea clericului Calinic Argatu neputând fi încadrată la capitolul „poliție politică”.